# Чубинський (зупинний пункт)
Чуби́нський (Чуби́нське) — пасажирський залізничний зупинний пункт Яготинського напрямку Київської дирекції Південно-Західної залізниці на електрифікованій лінії Дарниця — Гребінка між станціями Імені Георгія Кірпи (6 км) та Бориспіль (7 км). Розташований поблизу сіл Чубинське та Велика Олександрівка Бориспільського району Київської області.

## Історія
Платформа відкрита у 1901 році. У 1972 році зупинний пункт електрифікований змінним струмом (~25 кВ) в складі дільниці Дарниця — Баришівка.

## Пасажирське сполучення
На платформі Чубинський зупиняються приміські електропоїзди Яготинського напрямку.

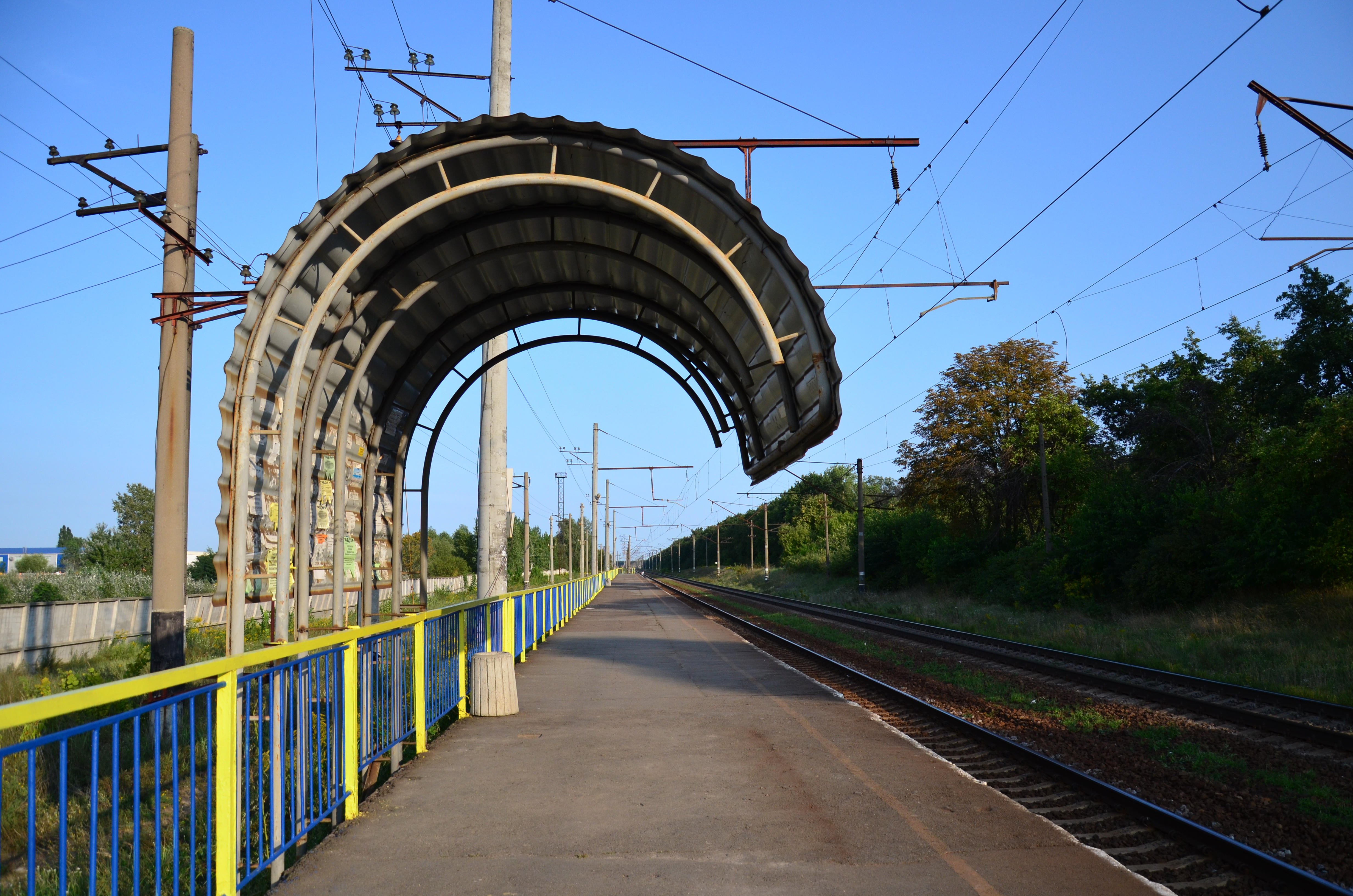
Зупинний пункт Чубинський